# La Trappe Quadrupel
La Trappe Quadrupel is een Nederlands bier, gebrouwen door de brouwerij van de trappistenabdij Koningshoeven in Berkel-Enschot. Het is het zwaarste bier van La Trappe en is bitter en een beetje zoet. Het alcoholpercentage is 10%.
Sinds 2010 bestaat de variant La Trappe Quadrupel Oak Aged die op diverse eikenhouten vaten wordt gerijpt.